# La cavalla storna
La cavalla storna è una poesia composta da Giovanni Pascoli in memoria del padre Ruggero, assassinato nel suo carro sulla strada di ritorno verso casa il 10 agosto 1867, quando il poeta aveva dodici anni.
Gli autori di tale reato non vennero mai individuati, ma vennero fatte solo alcune supposizioni.
L'evento lascerà un segno indelebile nell'animo del poeta e influenzerà tutta la sua produzione.

## Contenuto e analisi

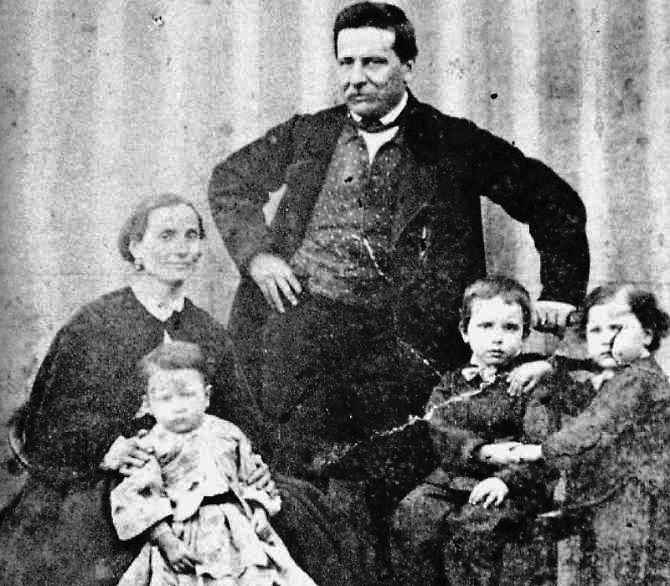
La famiglia Pascoli col padre Ruggero, la madre Caterina, e tre dei dieci figli tra cui, al centro, il piccolo Giovanni.

Sussurravano i pioppi del Rio Salto.»
(La cavalla storna, vv. 1-2)
La scena si svolge di notte, in un silenzio reso irreale dal fruscio dei pioppi mossi dal vento, e vede la madre di Pascoli, Caterina Vincenzi, parlare con l'unica testimone del delitto, la cavalla detta «storna» per il colore del mantello grigio-scuro, pezzato da macchie bianche.
L'ambientazione è nella stalla della tenuta «La Torre», di cui il padre di Pascoli era amministratore, vicino al Rio Salto, un piccolo torrente che attraversa San Mauro di Romagna.
La tematica di fondo della poesia è quella della morte, dell'ingiustizia e della sofferenza, comune ad altri componimenti del Pascoli, in particolare X agosto, incentrato analogamente sul doloroso ricordo dell'omicidio del padre per mano ignota. 
Una carica costante di patetico mistero e irrisolta tensione aleggia sui versi della Cavalla storna, dovuta all'indecifrabilità di un evento che segnò profondamente l'animo infantile del poeta, quello della carrozza col cadavere del padre trainato dalla cavalla che fa ritorno a casa, al «nido» violato; uno struggimento evidenziato dal ripetersi ossessivo dei versi:
che portavi colui che non ritorna.»
(La cavalla storna, vv. 11-12, 23-24, 35-36, 47-48)

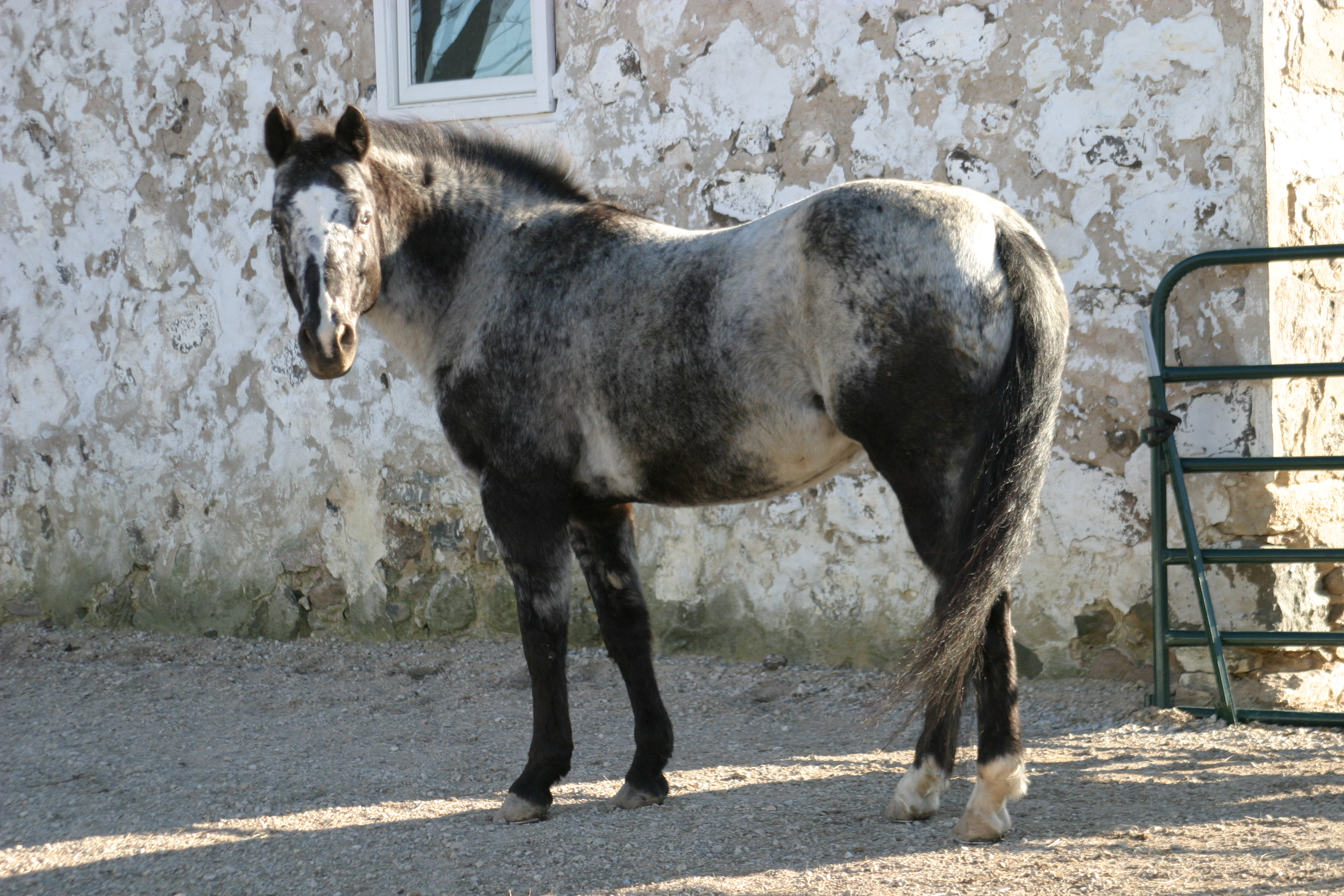
Una cavalla storna, così chiamata per il tipico mantello grigio pezzato.

Dalla poesia emerge una sorta di contrapposizione tra l'atteggiamento vile degli uomini, con le loro incomprensibili logiche omertose («altri non osa»), e il mondo della natura a cui appartiene la cavallina storna, fatto di simboli e allusioni nascoste che stravolgono la consueta concezione della realtà, ma rimandano piuttosto alla dimensione immaginifica e interiore del fanciullino, tanto cara al poeta.
L'impossibilità dell'animale di rispondere alle domande della madre sulle circostanze dell'omicidio di Ruggero («oh! due parole egli dovè pur dire! E tu capisci, ma non sai ridire») si risolve infatti alla fine in un sorprendente cenno non verbale con cui la cavalla sembra assentire al nome del presunto assassino:
disse un nome... Sonò alto un nitrito.»
(La cavalla storna, vv. 61-62)
Secondo Giovanni Pascoli, il delitto sarebbe stato perpetrato da due inviati di un tale Pietro Cacciaguerra, che avrebbe così potuto subentrare a Ruggero nell'amministrazione della tenuta di famiglia. Sebbene costui fosse stato scagionato dai giudici, il poeta continuò a ripetere: «Io credo alla cavallina storna, io credo a mia madre».

### Metrica
È costituita da trentuno strofe di due versi (distico), composte da endecasillabi canonici. Le rime sono baciate con schema AA BB CC DD, che le danno la forma della cantilena.

## Fortuna
Composta nel 1903, dopo circa 36 anni dal delitto, la poesia incise profondamente nell'immaginario popolare per la sua forza commovente e suggestiva. Ritenuta spesso un classico della scuola dell'obbligo, per il suo linguaggio semplice e musicale risulta simile a una filastrocca, capace di restare impressa in una mente infantile.
Il fascino che le viene attribuito deriva anche dalle sue caratteristiche di poema epico con ascendenze omeriche, unite all'emotività della fiaba con cui viene umanizzata una cavalla che si fa carico dell'ingiustizia e del dolore umani.
Al contenuto della poesia è ispirato il film Cavallina storna del 1953 diretto da Giulio Morelli.